# Dormitz

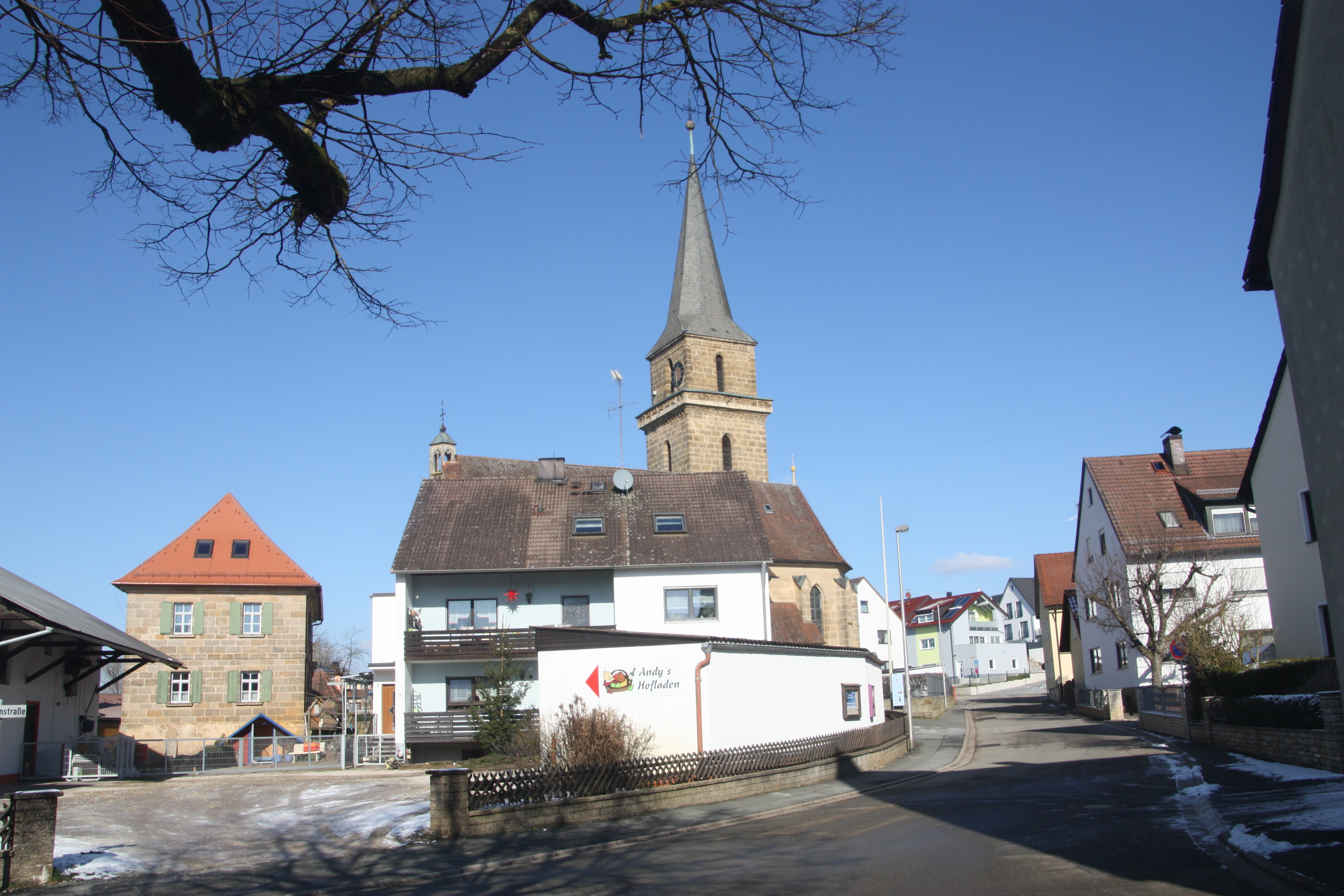
Ortsansicht von Dormitz

Dormitz ist eine Gemeinde im Landkreis Forchheim (Regierungsbezirk Oberfranken) und Sitz der Verwaltungsgemeinschaft Dormitz.

## Geografie

### Geografische Lage
Dormitz liegt etwa 10 Kilometer östlich von Erlangen und 15 Kilometer nördlich von Nürnberg.

### Gemeindegliederung
Die Gemeinde Dormitz hat 2 Gemeindeteile (in Klammern ist der Siedlungstyp angegeben):
- Dormitz (Pfarrdorf)
- Erleinhof (Einöde)

Es gibt nur die Gemarkung Dormitz, die auch in der Gemeinde Neunkirchen am Brand einen Gemarkungsteil hat.

### Nachbargemeinden
Nachbargemeinden sind, von Norden beginnend im Uhrzeigersinn: Neunkirchen am Brand, Kleinsendelbach, Kalchreuth und Uttenreuth.

## Geschichte
Erstmals urkundlich erwähnt wurde Dormitz in den Jahren 1142 bzw. 1146 in zwei Urkunden, in denen sich ein Siegfried als „Sigefridus de dorenbenze“ (mittelhochdeutsch für Dornenwiese) bzw. „Sigefrid de dornbenze“ bezeichnete.
Herrschaftsrechte in Dormitz hatten das Hochstift Bamberg, das die Hochgerichtsbarkeit ausübte, die Reichsstadt Nürnberg und die Markgrafen von Bayreuth. Die Höfe verfügten über Waldrechte im Nürnberger Reichswald, unter der Kontrolle des Waldamts Sebaldi. 1504 wurde ein kleiner Herrensitz unmittelbar an der Dormitzer Kirchhofmauer erwähnt (Kirchenstraße 7). Im späten 15. Jahrhundert gehörte er der Nürnberger Patrizierfamilie Schürstab. Es folgten verschiedene Besitzer; 1552 soll das Herrenhaus im Zweiten Markgrafenkrieg zerstört und nicht wieder aufgebaut worden sein. Ein zweiter kleiner Herrensitz, das „Steinhaus“ (Hauptstraße 27–29), soll um 1500 in der Hand der Nürnberger Patrizierfamilie Pfinzing gewesen sein. Später kam er an die Stiebar von Buttenheim und dann an Georg Albrecht von Schaumberg; im 18. Jahrhundert wurde er ein Bauernhof.
Der Ort gehörte bis zum Reichsdeputationshauptschluss von 1803 zum Hochstift Bamberg. Das hohenzollernsche Fürstentum Bayreuth und die Reichsstadt Nürnberg hatten ebenfalls Besitzungen im Gemeindegebiet. Seither gehört der Ort zu Bayern.
In den letzten vierzig Jahren verdoppelte sich die Einwohnerzahl durch Zuzüge, u. a. aus Erlangen.

## Politik

### Gemeinderat
Der Gemeinderat von Dormitz hat 14 Mitglieder (bis 2014 noch 12) zuzüglich des Ersten Bürgermeisters. Die Gemeinderatswahlen seit 2002 führten zu folgenden Ergebnissen:
| Partei / Liste                                     | 2020 | 2014 | 2008 | 2002 |
| Freie Wähler – Unabhängige Bürger Dormitz (FW-UBD) | 6    | 5    | 1    | 2    |
| Christlich-Soziale Union in Bayern (CSU)           | 5    | 5    | 5    | 5    |
| Überparteilicher Wählerblock (ÜWB)                 | 3    | 4    | 3    | 3    |
| Bürgerforum Dormitz (BfD)                          | –    | –    | 2    | 1    |
| SPD Bayern                                         | –    | –    | 1    | 1    |
| Gesamt                                             | 14   | 14   | 12   | 12   |

### Bürgermeister
Erster Bürgermeister der Gemeinde ist seit 2014 Holger Bezold (FW-UBD). Sein Vorgänger war ab 1990 Gerhard Schmitt (CSU). 

### Wappen
| Wappen von Dormitz | Blasonierung: „In Rot ein gesenkter, gestürzter schräger schwarz gefüllter, silberner Seitengegensparren; oben ein goldener Keil mit einem rot bewehrten schwarzen Adlerrumpf.“ |
| Wappen von Dormitz | Wappenbegründung: Der Adlerkopf als Derivat des Adlers der Hohenzollern und des Reichsadlers spielt sowohl auf die Markgrafen von Bayreuth als auch auf die Freie Reichsstadt Nürnberg an, die in der Vergangenheit die Gemeinde Dormitz regierten. Auch das Erzbistum Bamberg besaß Herrschaftsrechte in Dormitz, worauf die Farben Gold und Schwarz verweisen. Der Seitengegensparren ist dem Familienwappen der Nürnberger Freiherren Haller von Hallerstein entnommen, die sich um den Bau der Kirche in Dormitz verdient machten. Ihnen zu Ehren ist das Familienwappen mehrfach auf den Kirchenfenstern abgebildet. Das Wappen wurde der Gemeinde am 16. November 1981 von der Regierung Oberfranken verliehen. |

### Partnergemeinde
- Clairoix, Frankreich, in der Nähe von Compiègne

### Ehrenbürger
- Matthias Fuchs (1965–2020), verliehen 2020, ehemaliger Zweiter Bürgermeister[7]

## Kultur und Sehenswürdigkeiten

### Bauwerke
- Die Kirche Zu Unserer Lieben Frau wurde um 1400 als Kirchenburg erbaut und erstmals am 29. Juni 1416 urkundlich erwähnt.[8] Die Befestigungsanlagen wurden im 19. Jahrhundert abgebaut. Die Kirche enthält zahlreiche gotische Kunstwerke. In den 1720er Jahren schuf Georg Sebastian Urlaub eine Stuckdecke. Im November 2017 fiel ein Teil des Freskos in das Kirchenschiff, nachdem die hölzerne Unterkonstruktion nachgegeben hatte. Im Frühjahr 2020 begannen die Sanierungsmaßnahmen. Dabei wurde neben der Restaurierung des inneren Kirchenschiffdaches auch das Kirchendach komplett neu gedeckt.[9] Das Ende der Sanierung wurde am 1. August 2021 mit einem Gottesdienst gefeiert.[10]
- Grundschule mit Mehrzweckhalle
- Rathaus

Früher hatte Dormitz einen Bahnhof der Bahnstrecke Erlangen–Eschenau („Seku“, in Betrieb 1886–1963).

### Naherholung
Durch den Ort verläuft der Fränkische Marienweg.

## Regelmäßige Veranstaltungen
- „Tellerrand-Festival“ im Mai/Juni (Musikfestival mit kulturellem Rahmenprogramm, seit 2019)[11][12]
- „Sommernacht in Weiß“ im Juni/Juli entlang der Sebalder Straße zwischen Rathaus und Sparkasse (gemeinsames Abendessen im Freien, Kleiderordnung: weiß, seit 2018)[13]
- Kirchweih am Wochenende des ersten Sonntags im August
- „Dormitzer Dorfweihnacht“ am zweiten Adventswochenende rund um die Kirche[14]

Im Jahr 2018 wurde in Dormitz die partei- und vereinsunabhängige Organisation „DorfKult!“ gegründet. Sie ist direkt an die Gemeinde angegliedert und verfolgt das Ziel, die Gemeinschaft im Dorf zu stärken und das kulturelle Leben zu bereichern, sie unterstützt die örtlichen Vereine und fördert deren Zusammenarbeit und organisiert Veranstaltungen.